# James Mourilyan Tanner
James Mourilyan Tanner (1. srpna 1920 – 11. srpna 2010) byl britský dětský endokrinolog, známý pro zavedení tzv. Tannerovy stupnice, na jejímž základě lze hodnotit fáze pohlavního vývoje během dospívání. Byl emeritním profesorem na Institute of Child Health na Londýnské univerzitě.

## Biografie
Narodil se v Camberley v hrabství Surrey a studoval na Marlborough College a University College of the South West of England. Jako malý hodně cestoval, neboť jeho otec byl vojákem Britské armády, který byl převelován na různá působiště. Byl úspěšným překážkovým běžcem, který se měl účastnit letních olympijských her v roce 1940, jenž však byly zrušeny v důsledku vypuknutí druhé světové války. Po smrti bratra, který zahynul na počátku války, se rozhodl nenásledovat otce ve vojenské kariéře a namísto toho se stal doktorem. Díky stipendiu studoval na St. Mary's School of Medicine v Londýně (stipendium dostával za to, že byl instruktorem spolužáků při hodinách tělesné výchovy). Své lékařské vzdělání si dokončil ve Spojených státech, kam se dostal v rámci skupiny britských studentů, kteří získali grant od Rockefellerovy nadace. Během studií na University of Pennsylvania School of Medicine se seznámil se svou první ženou Bernice Alture, která byla rovněž lékařka, a svou lékařskou praxi vykonal v Johns Hopkins Hospital.
Jedním z Tannerových výzkumů byl dohled nad studií, iniciovanou britskou vládou, která probíhala od roku 1948 v sirotčinci v Harpendenu. Přestože cílem studie bylo původně studovat vliv podvýživy na děti, Tanner v průběhu několika let mapoval a fotografoval růst dětí, na základě čehož vytvořil tzv. Tannerovu stupnici. Podle ní lze poměřit či srovnat pohlavní dospívání u adolescentů, a to na základě objektivně měřitelných charakteristik, jako jsou například velikost pohlavních orgánů či množství pubického ochlupení. Shromážděná data umožnila vznik moderní růstové křivky, kterou pediatři po celém světě využívají ke sledování vzorce růstu dětí během dospívání. Na základě specifické křivky pro chlapce a dívky, tak lze rozlišit předčasné, normální či pozdní dospívání.
Tanner rovněž prováděl počáteční výzkum využití lidského růstového hormonu u dětí, jejichž růst byl výrazně opožděn. Byl zároveň zodpovědný za výběr malého množství dětí ve Spojeném království, které měly být léčeny omezeným množstvím růstového hormonu extrahovaným z lidských kadáverů. Léčbu však okamžitě přerušil poté, co v roce 1985 na celém světě zemřelo hned několik pacientů v důsledku infekčního onemocnění mozku, šířeného touto léčbou. Někteří z jeho pacientů však trvali na tom, že jsou ochotni podstoupit riziko spojené s léčbou zpožděného růstu svých dětí. Léčba následně pokračovala až v 90. letech po zavedení geneticky modifikovaného lidského růstového hormonu.
James Tanner zemřel v 90 letech ve Wellingtonu v hrabství Somerset na následky cévní mozkové příhody a karcinomu prostaty. Přežila jej jeho druhá manželka Gunilla, dcera, nevlastní dcera, nevlastní syn a tři vnoučata.

## Dílo
Tanner byl autorem a spoluautorem řady publikací a odborných vědeckých článků. Níže uvedené jsou výběrem některých z nich:
- Growth at Adolescence. 2. vyd. Oxford: Blackwell Scientific, 1962.
- TANNER, James M; TAYLOR, Gordon Rattray. Growth. New York: TIME Inc, 1965. Dostupné online.
- TANNER, J.M.; FALKNER, Frank a kolektiv. Neurobiology and nutrition. New York: Plenum Press ISBN 0-306-34463-7.
- HARRISON, G.A.; TANNER, J.M.; PILBEAM, D.R. BAKER, P.T. Human Biology: An Introduction to Human Evolution, Variation, Growth, and Adaptability. 3. vyd. Oxford: Oxford University Press, 1988. Dostupné online. ISBN 0-19-854143-0. Kapitola Section III - Human Growth and Constitution: Chapters 14-19.
- Fetus into Man: Physical Growth from Conception to Maturity. Cambridge, Massachusetts: Harvard University Press, 1978. (1989 Revised and enlarged). Dostupné online. ISBN 0-674-30692-9.
- TANNER, J.M. PREECE, M.A. The physiology of human growth. Cambridge/New York: Cambridge University Press, 1989. Dostupné online. ISBN 0-521-34410-7.
- TANNER, James M.; EVELETH, Phyllis B. Worldwide variation in human growth. 2. vyd. Cambridge/New York: Cambridge University Press, 1990. Dostupné online. ISBN 0-521-35916-3.
- JONES, Steve; MARTIN, Robert D.; PILBEAM, David R. a kolektiv. The Cambridge Encyclopedia of Human evolution. Cambridge: Cambridge University Press, 1994. ISBN 0-521-46786-1. Kapitola Human growth and development, s. 98–105.
- ULIJASZEK, Stanley J.; JOHNSTON, Francis E.; PREECE, M.A a kolektiv. The Cambridge encyclopedia of human growth and development. Cambridge: Cambridge University Press, 2000. Dostupné online. ISBN 0-521-56046-2. Kapitola A brief history of the study of human growth; North American longitudinal growth studies; European longitudinal growth studies, s. 2–18.